# Two Can Play That Game
Two Can Play That Game è un singolo del cantante statunitense Bobby Brown, pubblicato il 25 giugno 1994 come sesto estratto dal terzo album in studio Bobby.
Il 1º aprile 1995 il brano è stato pubblicato in versione remix e ottenne successo anche in Italia.